# Uplink

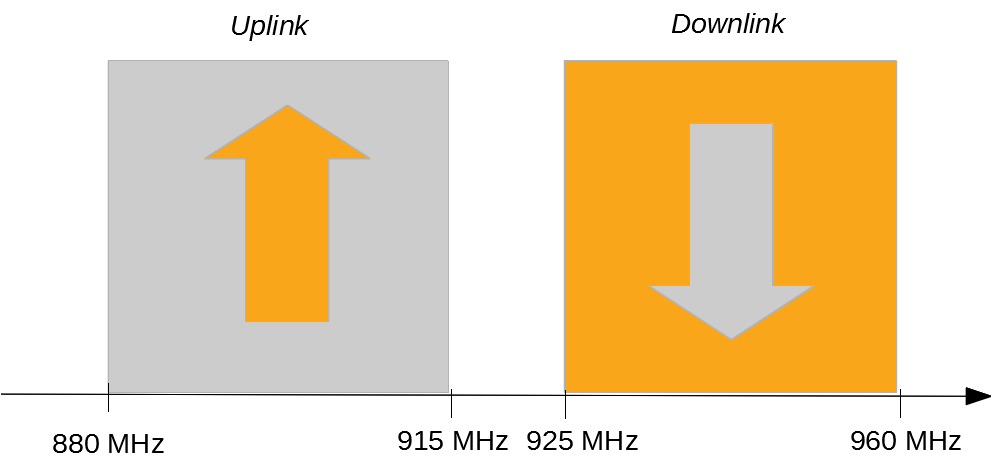
Pasmo GSM 900: uplink i downlink

Uplink (z ang. „łącze w górę”) – w komunikacji radiowej jest to pasmo częstotliwości, na którym urządzenia końcowe (terminale) nadają sygnał radiowy do odbiorników będących elementami infrastruktury telekomunikacyjnej (takich jak anteny stacji naziemnej telefonii komórkowej, anteny satelitów itd.). Ponieważ takie odbiorniki zwykle znajdują się na wyższej wysokości niż nadajnik (w tym przypadku np. telefon komórkowy), przyjęło się komunikację taką nazywać „w górę”.
Na przykład systemach telekomunikacji komórkowej GSM 1800 (jednym z wariantów systemu GSM, gdzie pasmo jest podzielone na dwa zakresy: uplink – do nadawanie od terminala (telefonu komórkowego) do stacji bazowej i downlink – do nadawania w przeciwnym kierunku), uplink definiowany jest jako zakres 1710-1785 MHz, w którym dostępne są 374 częstotliwości, rozłożone co 200 kHz.